# Cieńsza
Cieńsza – wieś w Polsce położona w województwie mazowieckim, w powiecie pułtuskim, w gminie Zatory. Ma status sołectwa.

## Historia
W 1827 roku we wsi znajdowało się 29 domów, zamieszkiwało w niej 179 osób.
W okresie dwudziestolecia międzywojennego wieś leżała w województwie warszawskim, w powiecie pułtuskim, w gminie Zatory. Według Powszechnego Spisu Ludności z 1921 roku wieś zamieszkiwało 367 osób. Wszyscy podali polską narodowość i wyznanie rzymskokatolickie. Były tu 64 budynki mieszkalne. Miejscowość podlegała pod sąd grodzki w Wyszkowie i okręgowy w Warszawie.
W latach 1975–1998 miejscowość administracyjnie należała do województwa ostrołęckiego.
W 1998 w Cieńszy mieszkało 297 osób, w 2002 – 292, w 2009 – 310, w 2011 – 314 osób. Według Narodowego Spisu Powszechnego Ludności i Mieszkań (2021) we wsi mieszka 296 osób.
We wsi znajduje się wpisany do rejestru zabytków drewniany wiatrak holenderski z końca XIX wieku. Notowano też cmentarzysko ciałopalne z okresu lateńskiego.
Wieś jest ośrodkiem kultury białokurpiowskiej, kultywowane jest m.in. hafciarstwo.
We wsi tworzył i pracował malarz Henryk Musiałowicz. Współcześnie miejsce to funkcjonuje jako Pracownia Cieńsza. We wsi teledyski kręcili m.in. Sanah i Matteo Bocelli (piosenka Falling Back), Sanah (Śrubka) oraz Enej (Historia).